# Kulturni krajolik šuma čaja planine Jingmai u Pu'eru
Drevna šuma čaja planine Jingmai je kulturni krajolik na planini Jingmai u općini Huimin pod jurisdikcijom autonomnog okruga Lancang Lahu, grada Pu'era, provincije Yunnan, na jugozapadu Narodne Republike Kine. Stabla na plantažama čaja uzgajaju tisućama godina preci lokalnih naroda Bulang i Dai. Zaštićeno područje  površine od oko 28.000 km² (19.095,74 hektara) je 2023. god. upisan na UNESCO-ov popis mjesta svjetske baštine u Aziji kao „trenutno je najbolje očuvani, najstariji i najveći kultivirani drevni čajni vrt na svijetu”. 
Povijest sadnje čajevca u čajnom vrtu planine Jingmai može se pratiti do 696. godine, što je prije gotovo 1400 godina.
Od 10. do 14. stoljeća, kada su se preci naroda Blang i Dai doselili na planinu Jingmai, otkrili su veliko područje divljih stabala čaja. Izgradili su sela u šumi i uzgajali stabla čaja oko sela, formirajući tradiciju uzgoja čaja ispod šume. Tijekom dinastija Ming i Qing, potaknuta prosperitetnom trgovinom čajem, opseg uzgoja čaja na planini Jingmai se proširio, a drevna šuma čaja postala je važan izvor prihoda za lokalne etničke skupine.
Zaštićeno područje proizvodnje čaja se sastoji od devet tradicionalnih sela unutar starih čajnih nasada okruženih šumama i plantažama čaja. Tradicionalni uzgoj i drevni način pohrane čaja metoda je koja odgovara specifičnim uvjetima planinskog ekosustava i suptropske monsunske klime, u kombinaciji sa sustavom upravljanja koji održavaju lokalne autohtone zajednice. 
Drevni čaj Jingmai ima jedinstven izgled jednog pupoljka s velikim listovima, sa srebrnim vrhovima koji stoje uspravno. Listovi čaja su izvrsne kvalitete, s punim i mekim tijelom, punim bijelim dlačicama, slatkim i blagim mirisom, dugotrajnom i čistom aromom, jedinstvenim okusom, teškom bazom, slatkim i mirisnim okusom te izrazitim naknadnim okusom. Zasadi na crvenici su zaštićeni suptropskim monsunskim zimzelenim širokolisnim biljkama, među kojima su Simao Litsea cubeba i Toona redus, rijetke vrste drveća pod nacionalnom zaštitom drugog stupnja. 
Tradicionalne ceremonije i svečanosti čaja povezane su s vjerovanjem predaka kako duhovi žive na plantažama čaja i u lokalnoj fauni i flori, vjerovanjem koje je u srži ove kulturne tradicije.

## Vanjske poveznice
|  | Zajednički poslužitelj ima još gradiva o temi Kulturni krajolik šuma čaja planine Jingmai u Pu'eru |